# Христианско-социальная партия (Бельгия)
Христианско-социальная партия (нем. Christlich-soziale Partei) — центристская христианско-демократическая партия в Бельгии, представлена в европарламенте 1 депутатом от немецкоговорящих бельгийцев. По результатам выборов 2014 года имеет 7 мест из 25 в Парламенте Немецкоязычного Сообщества Бельгии. Фактически является немецкоязычным отделением валлонской партии Гуманистический демократический центр. Входила в состав правительства Немецкоязычного сообщества с 1984 по 1999 и с июля 2024 года.